# Meantime (jogo eletrônico)
Meantime é um jogo eletrônico de RPG cancelado originalmente concebido para o Apple II e possivelmente para o Commodore 64. Foi uma continuação de Wasteland de 1988, produzido pela Interplay, usando o mesmo motor de Wasteland. Brian Fargo (chefe da Interplay na época) interrompeu o desenvolvimento para esta plataforma, em parte devido à queda no mercado de computadores de 8 bits. Tentativas posteriores foram feitas para terminar o jogo para MS-DOS, mas o projeto foi cancelado para sempre após o lançamento do concorrente Ultima VII, pois sentiu que eles estariam lançando um produto graficamente inferior.

## Enredo e jogabilidade
Embora ambientado no mesmo universo de Wasteland, e com motor e jogabilidade semelhantes (embora tenha sido reportado que o jogo deveria usar um sistema de combate semelhante a Champions of Krynn), Meantime apresentaria um enredo totalmente único. A premissa básica era que o jogador viajaria no tempo e recrutaria figuras históricas famosas para o grupo do jogador. Por exemplo, Amelia Earhart se junta à festa quando ela é resgatada de um campo de prisioneiros japonês, e Wernher von Braun quando é ajudado a escapar dos soviéticos no final da Segunda Guerra Mundial. Cada personagem também teria uma especialidade particular; Cyrano de Bergerac, por exemplo, teria uma perícia em esgrima. O grupo tentaria reparar os danos causados por um grupo semelhante de vilões viajantes no tempo, tentando alterar o curso da história influenciando os eventos.

## Desenvolvimento
Quanto a nós, eu não tinha os direitos. Eu já tinha todas as ferramentas e sistemas prontos para fazer algo baseado em habilidades, de cima para baixo, tático. Mas eu não poderia fazer Wasteland. Então pensamos: "Vamos fazer outra coisa. Vamos fazer um tipo de jogo de viagem no tempo". Claro, tudo isso realmente machuca nossos cérebros, porque quando você começa a pensar sobre causa e efeito, e está viajando para trás e para frente no tempo, sua cabeça começa a explodir. Colocamos um ano a um ano e meio em Meantime, e ainda amo a ideia, mas ela simplesmente não ganhou o ímpeto e acabamos matando o projeto. Foi Fallout que se tornou um sucessor espiritual e havia tantas semelhanças.

Brian Fargo
O trabalho no jogo foi relatado pela primeira vez na imprensa no início de 1989. A equipe de design de Meantime incluia pessoas de Wasteland. O projeto foi inicialmente liderado por Alan Pavlish; também estiveram envolvidos Mark O'Green e Liz Danforth. Ao contrário de Wasteland, um editor de mapas foi criado para o jogo, evitando a necessidade de conhecer o código assembly ao criar áreas de jogo. Quando os mapas usados no jogo estavam cerca de 75% prontos, Liz Danforth deixou o projeto. Isso, junto com a queda nas vendas do Apple II, levou Brian Fargo a cancelar o jogo.
O projeto Meantime foi revivido por volta de 1992 sob a liderança de Bill Dugan, com o objetivo de trazer o jogo para IBM PC compatível. Um contratante foi contratado para portar o programa para o MS-DOS, e um funcionário da Interplay começou a trabalhar nos gráficos EGA para uso no jogo. Nessa época o código era considerado "antigo", tornando a portabilidade muito difícil. Bill Dugan finalmente recomendou o cancelamento do projeto, depois de ver os gráficos avançados (na época) de Ultima VII. Parecia que Meantime tinha pouco a oferecer, com sua perspectiva de cima para baixo e falta de animação.
A capa da caixa nunca foi tornada pública, mas diz-se que apresentava Albert Einstein, que era um personagem jogável no jogo. Em 1996, Computer Gaming World classificou-o como o sexto título de vaporware na história dos jogos de computador.

## Legado
O código e os direitos de Meantime pertenciam inteiramente à Interplay, ao contrário de Wasteland, que pertencia à Electronic Arts. Como tal, a EA começou do zero quando produziu sua própria sequência para Wasteland, Fountain of Dreams, mas em 2003 abandonou todas as alegações de que o jogo tinha qualquer conexão com Wasteland. Quando a Interplay finalmente criou seu sucessor espiritual para Wasteland, Fallout, nenhum código da Meantime foi usado e o único designer de Meantime envolvido na criação de Fallout foi Mark O'Green.
Nenhuma cópia do código-fonte é considerada existente atualmente. As tentativas de recuperação foram frustradas pelo design dos jogos que exigiam uma nova cópia do disco mestre para cada sessão de jogo, um conceito desatualizado que às vezes fazia com que o disco do jogo original fosse acidentalmente salvo e perdido. O artista de Chiptune 8 Bit Weapon lançou um EP intitulado MeanTime EP como um tributo ao jogo em 7 de agosto de 2007. Uma marca registrada foi registrada para "Meantime" em 11 de novembro de 2014, pela Roxy Friday LLC, uma empresa associada à inXile Entertainment, autores de Wasteland 2.